# Hekatombé
Hekatombénak nevezték eredetileg az antik Görögországban 100 szarvasmarha egyidejű feláldozását vallási ünnepek során.
Homérosz már a tizenkét állatból álló (bika, gida, birka, kecske – Pindarosznál még szamár is) – csoport feláldozását is hekatombénak nevezte. Név szerint Zeusz és Héra kultuszához köthetők a nagyobb állatáldozatok, melyek húsát fogyasztásra kínálták az ünneplő népnek. Az attikai év első hónapját (július 16-tól augusztus 13-ig) választották a hekatombék idejének és magát a hónapot is hekatombaionnak nevezték.
Juliánusz császár, aki kiemelkedő volt az állatáldozatok bemutatásában, nem elégedett meg az egyszerű hekatombéval, hanem császári áldozatához többek közt 100 oroszlán, vagy sas tartozott és ezt nevezte hekatombénak.
Szokásosan a szabad ég alatt fűből emeltek oltárokat és ezek mindegyikén vették vérét egy-egy áldozati állatnak.
Modern szóhasználatban hekatombénak nevezünk egy rémisztő balesetet, melyben nagy számú ember vesztette el életét.

## Érdekesség
Az 1990-es években a pécsi egyetem és Budapest között vonaton ingázó magyar értelmiségiek nyolcfős csoportja (történész, filozófus, irodalmár, vallás- és eszmetörténész, teológus, fizikus, klasszika-filológus) a rendszerváltás táján eme sajátos jelenség kapcsán rendkívül szellemes bölcsészettudományi paródiát írt Rövid bevezetés a hekatombológiába címmel. Mintegy görbe tükröt tartva a "mészárszék-emberiség" történelmének, saját szakterületeiket sem kímélve. Az interdiszciplináris paródiaesszé a filozófushumor egyik csúcsteljesítménye.
A kollektív alkotás az "elméleti tömeggyilkosságtan" avagy mészárlattan afféle elvi alapvetése, hemzseg a filozófiai, teológiai, történelmi, (szak)irodalmi stb. utalásoktól, nyelvi játékoktól, kifigurázza a szellemtudományok egynémely vadhajtását, a terminológiai csűr-csavarokat, a bibliai exegézis túlburjánzását, talmudi szőrszálhasogatást (elméleti hekatombológia vs. gyakorlati hekatombászat, hullászat, öldökléstudomány etc.). De még matematikai képleteket is segítségül hív a képtelenségek magyarázására.
A bevezetőben fölvetett probléma a későbbiekben számos példa és (nemlétező) forráshivatkozás révén röviden végigvezet a kitalált pszeudo-áltudomány megannyi ága-bogán, s mindeközben az emberi történelem kegyetlenségével, ill. annak "megmagyarázási kísérleteivel" is szembesít. A tudományág létrejöttének legfőbb ihletője volt "ama kérdés tudományos eldönthetésének igénye, hogy vajon Mao Ce-tung vagy J. V. Dzsugasvili tekinthető-e nagyobb tömeggyilkosnak. Csak a legfontosabb lehetőségeket említve: vajon az abszolút számok vagy a teljes népesség megsemmisítési arányszáma dönti el az első helyezést?" Mint minden fontos diszciplína, természetesen idővel szembesül struktúrája eresztékrecsegtető és tartópillérropogtató paradoxonával: "Mikoron Káin egyetlen embert ölt meg – akkoron kiirtotta az emberiség egynegyedét. Hekatombát tett-é Káin?"
A tanulmány számos idegen nyelvből merít, így az angol, francia, latin, német, orosz stb. kikacsintások, a jegyzetekben elhelyezett humoros utalások, szóviccek a filozófiatörténet egyfajta gyorstalpalóját (krátkij kursz) is nyújtják. "Napjaink hekatombológiáját a liberális és a konzervatív hekatombológia ellentéte jellemzi. Az első ragaszkodik a megdöglés szabadságához, melyet a szabadpiac erőviszonyai garantálnak, a második ellenben elégtelennek tartja az állampolgárok felelősségét a hekatombológiai szubjektumok előállítására, s ezért ragaszkodik a jelentős állami beavatkozáshoz." És hogy a "pozitív jövőkép" se legyen elhanyagolva, abbéli reményüknek adnak hangot, hogy "A technikai eszközök fejlődése pedig magával hozta annak lehetőségét, hogy hekatombológiai szubkultúrák helyett egy nagy hekatombában egyesüljön az egész világ."
A szellemtudománytörténeti paródia elkövetője "az Ordo Hecatombologorum magyarhoni provinciájának laikus testvérisége: Barta Gábor, Geréby György, Hahner Péter, Hraskó Péter, Kisbali László, Pirnát Antal, Tatár György és Vidrányi Katalin." És ha valami mégsem lenne érthető a zsúfolt jegyzetapparátus és bőséges szöveghely-adalék dacára, úgy "a fordítás nyelvi nehézségeiért a szegényes magyar exterminológia a felelős"...

## Fordítás
- Ez a szócikk részben vagy egészben  a   Hekatombe című német Wikipédia-szócikk ezen változatának fordításán alapul.  Az eredeti cikk szerkesztőit annak laptörténete sorolja fel. Ez a jelzés csupán a megfogalmazás eredetét és a szerzői jogokat jelzi, nem szolgál a cikkben szereplő információk forrásmegjelöléseként.